# Ringspänning
Med ringspänning förstås den höjda energi en cyklisk (ringformad) molekyl har jämfört med dess acykliska motsvarighet.
Flera effekter bidrar till att en molekyl är ringspänd. Baeyerspänning uppstår då en atoms bindningsvinklar frångår de optimala, som är fallet i till exempel cyklopropans 60-gradiga vinklar. Pitzerspänning kallas det när substituenter intill varandra blir eclipsed, vilket ger ofördelaktiga steriska effekter. Ytterligare en effekt som kan uppstå i något större ringar såsom cyklononan är transannulära spänningar. I dessa interagerar substituenter i hålrummet i mitten av ringen, vilket leder till en energihöjning.
Cyklohexan saknar i dess stolkonformation praktiskt taget ringspänning.

## Ringspänning hos vanligacykloalkaner[1]
| Molekyl        | Kolatomer i ringen | Ringspänning (kJ/mol) |
| -------------- | ------------------ | --------------------- |
| Cyklopropan    | 3                  | 115.1                 |
| Cyklobutan     | 4                  | 110.1                 |
| Cyklopentan    | 5                  | 26.4                  |
| Cyklohexan     | 6                  | 0.4                   |
| Cykloheptan    | 7                  | 26.0                  |
| Cyklooktan     | 8                  | 41.4                  |
| Cyklononan     | 9                  | 52.7                  |
| Cyklodekan     | 10                 | 51.9                  |
| Cyklohexadekan | 16                 | 8.4                   |